# 陈洪 (1945年)
陈洪（1945年—），汉族，中华人民共和国政治人物，曾任全国政协民族和宗教委员会副主任、全国政协副秘书长，中国共产党党员，第十一届全国政协委员。

## 生平
2008年，当选第十一届全国政协委员，代表新闻出版界，分入第四十四组。并担任民族和宗教委员会副主任。